# 三澤站 (福岡縣)

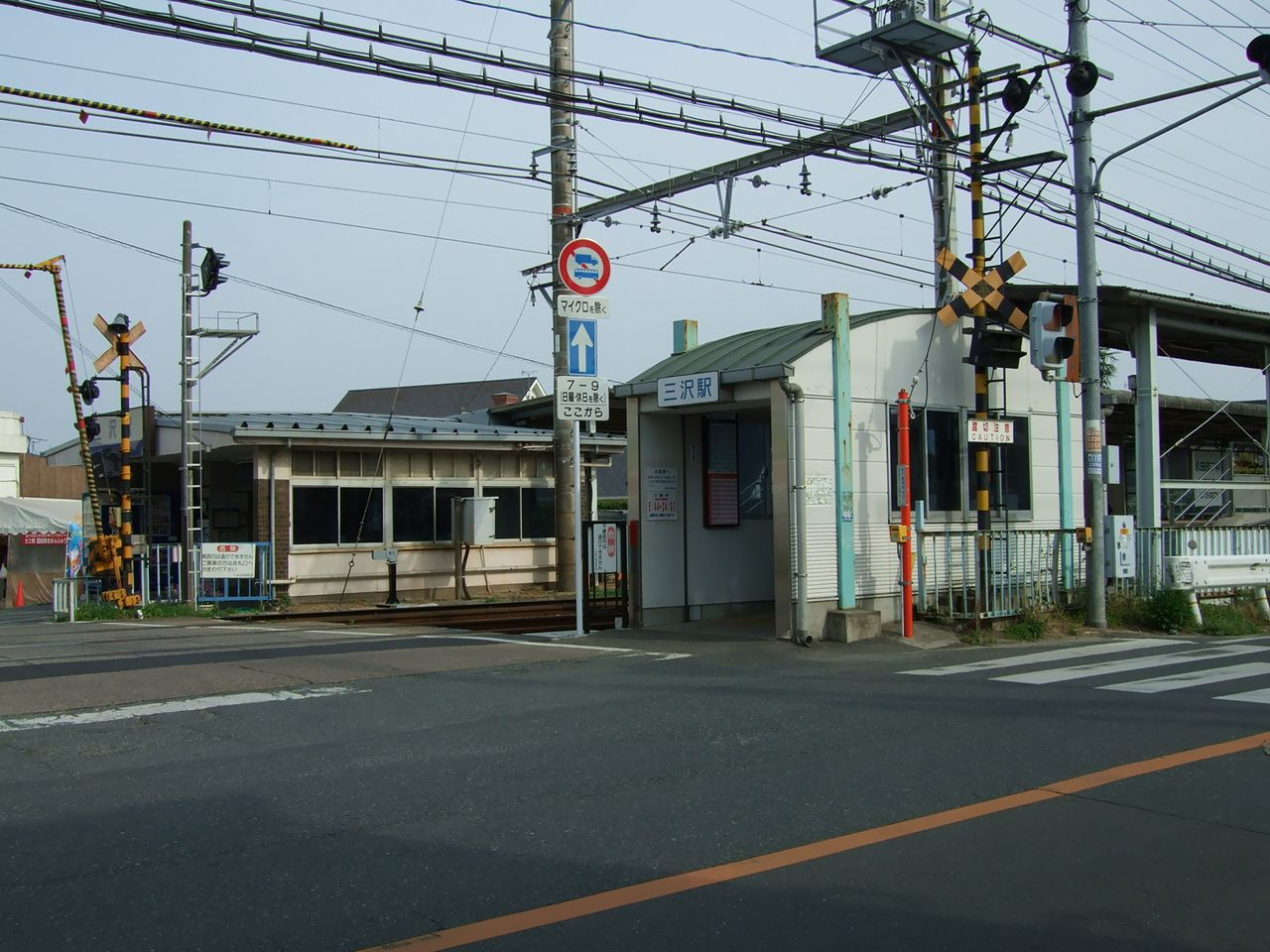
前方為上行月台閘口，後方為車站大樓。車站前方為縣道88號

三澤站（日语：／ Mitsusawa eki */?）是位於福岡縣小郡市三澤，西日本鐵道（西鐵）的天神大牟田線車站。車站編號為T20。

## 歷史
- 1924年（大正13年）4月12日 - 車站啟用。
- 1967年（昭和42年） - 翻新車站大樓。
- 1999年（平成11年） - 開設西出口。
- 2008年（平成20年）5月18日 - 此站開始可以使用IC卡nimoca。
- 2017年（平成29年）2月1日 - 此站引入車站編號[1]。

## 車站構造
車站是一座地面車站，設有2面2線的相對式月台。由於車站前後設有平交道，因此月台只可容納5卡車廂，靠近福岡一方5卡車廂外，其他車廂會進行選擇性車門操作。
此站是有人車站，下行月台側設有車站大樓。車站大樓和上行月台之間設有站內平交道連接。上行月台設有閘口與自動閘機。在三國丘站啟用前，現時的西出口於早上繁忙時間，設有小郡高校師生專用閘口。

### 月台
| 月台 | 路線          | 上下行 | 方向                     | 備註 |
| ---- | ------------- | ------ | ------------------------ | ---- |
| 1    | ■天神大牟田線 | 下行   | 久留米、柳川、大牟田方向 |      |
| 2    | ■天神大牟田線 | 上行   | 二日市、福岡（天神）方向 |      |

## 使用狀況
在2019年度，1日平均上下車人次為1,868人。
以下為各年度1日平均上下車人次列表。
| 年度   | 1日平均 上下車人次 |
| ------ | ------------------ |
| 2000年 | 2,887              |
| 2001年 | 2,692              |
| 2002年 | 2,629              |
| 2003年 | 2,541              |
| 2004年 | 2,494              |
| 2005年 | 2,464              |
| 2006年 | 2,403              |
| 2007年 | 2,318              |
| 2008年 | 2,230              |
| 2009年 | 2,165              |
| 2010年 | 2,108              |
| 2011年 | 2,037              |
| 2012年 | 1,934              |
| 2013年 | 1,975              |
| 2014年 | 1,899              |
| 2015年 | 1,889              |
| 2016年 | 1,833              |
| 2017年 | 1,870              |
| 2018年 | 1,876              |
| 2019年 | 1,868              |

## 車站周邊
- 福岡縣道88號久留米小郡線（日语：福岡県道88号久留米小郡線）
- 小郡市立三国小學
- 親睦館三國（三國校區公民館）
- 如意輪寺（日语：如意輪寺 (小郡市)）
- 小郡游泳學校三國校

## 相鄰車站
西日本鐵道
■天神大牟田線
■特急、■急行
通過
■普通
三國丘（T19）－三澤（T20）－大保（T21）

## 注腳
1. ↑   (PDF). 西日本鐵道. 2017-01-24  [2017年3月20日]. （原始内容 (PDF)存档于2020-07-28） （日语）.
2. ↑  . 西日本鉄道株式会社.   [2021-01-14]. （原始内容存档于2021-01-29） （日语）.
3. ↑  小郡市資料盒 （交通・通信） 西日本鐵道各站的上下車人次變化

## 外部連結
- 三澤站（西鐵沿線web） （页面存档备份，存于）（日語）